# アンディ・ウォン
アンディ・ウォン（中国語: 王安迪, ラテン文字転写: Andy Wang、1977年5月28日 - ）は、台湾の男性総合格闘家。高雄市出身。アメリカ合衆国カリフォルニア州ロサンゼルス在住。アジアン・インベイジョン所属。台湾台北柔術アカデミー主宰。ブラジリアン柔術黒帯。

## 来歴
台湾の高雄市に生まれ、アメリカ合衆国カリフォルニア州に移住。高校時代はレスリングでカリフォルニア州王者となり、ヒーガン・マチャドの下でブラジリアン柔術を学び茶帯を授与された。
その後はグラップリング・アンリミテッドに所属し、イーゲン井上から台湾人として初のブラジリアン柔術黒帯を授与された。
2003年11月30日、パンクラスで行われた親友でもあるバレット・ヨシダのセコンドについた。
2005年12月4日、初参戦となったパンクラスで伊藤崇文と対戦し、判定負け。
2007年、リアリティ番組「The Ultimate Fighter」のシーズン5にBJ・ペン率いるチーム・ペンの一員として参加。エリミネイションバウト1回戦でチーム・パルヴァーのブランドン・メレンデスに0-3の判定で敗れシーズンから脱落。UFCデビュー戦となる同年6月23日に行われたフィナーレでは、チーム・パルヴァーのコール・ミラーと対戦しハイキックからのパウンドでTKO負け。

## 戦績

### 総合格闘技
| 総合格闘技 戦績 | 総合格闘技 戦績 | 総合格闘技 戦績 | 総合格闘技 戦績 | 総合格闘技 戦績 | 総合格闘技 戦績 | 総合格闘技 戦績 |
| --------------- | --------------- | --------------- | --------------- | --------------- | --------------- | --------------- |
| 17 試合         | (T)KO           | 一本            | 判定            | その他          | 引き分け        | 無効試合        |
| 7 勝            | 2               | 1               | 4               | 0               | 1               | 1               |
| 8 敗            | 2               | 0               | 6               | 0               | 1               | 1               |

| 勝敗 | 対戦相手               | 試合結果                             | 大会名                                       | 開催年月日    |
| ×    | ゾロバベル・モレイラ   | 2R 1:59 TKO（打撃）                  | ONE FC 1: Champion vs. Champion              | 2011年9月3日  |
| －   | エディ・リンコン       | 3R 1:00 ノーコンテスト（サミング）   | UIC MMA: Wang vs. Rincon                     | 2010年5月1日  |
| △    | 坪井淳浩               | 5分2R終了 ドロー                     | AOW 14: Ground Zero                          | 2009年9月26日 |
| ○    | ジョシュ・ラメージ     | 1R 1:16 TKO（パンチ連打）            | Gladiator Challenge: High Impact             | 2009年7月23日 |
| ○    | ショーン・シェリル     | 1R 1:08 TKO（パンチ連打）            | Gladiator Challenge: Venom                   | 2009年4月23日 |
| ×    | コール・ミラー         | 1R 1:10 TKO（左ハイキック→パウンド） | The Ultimate Fighter 5 Finale                | 2007年6月23日 |
| ○    | ジャマール・パーキンス | 5分3R終了 判定3-0                    | Extreme Wars 3: Bay Area Brawl               | 2006年6月3日  |
| ○    | ジミー・スミス         | 3分3R終了 判定2-1                    | Total Fighting Alliance 2                    | 2006年4月7日  |
| ×    | 伊藤崇文               | 5分3R終了 判定1-2                    | PANCRASE 2005 SPIRAL TOUR                    | 2005年12月4日 |
| ×    | エリック・ハインツ     | 3分3R終了 判定1-2                    | WFC: Fight Club                              | 2005年11月5日 |
| ○    | ガブリエル・カシラス   | 3分3R終了 判定                       | XCF 2: Havoc in Havasu 1                     | 2003年9月6日  |
| ×    | デシャウン・ジョンソン | 5分3R終了 判定0-2                    | SuperBrawl 28                                | 2003年2月8日  |
| ×    | 鶴屋浩                 | 5分3R終了 判定0-3                    | SuperBrawl 23                                | 2002年3月9日  |
| ○    | ジェイ・R・パーマー    | 1R 4:15 チョークスリーパー           | Warriors Quest 1: The New Beginning          | 2001年5月29日 |
| ×    | 郷野聡寛               | 5分3R終了 判定0-3                    | 修斗 R.E.A.D. 〜2000 SHOOTO〜                | 2000年5月22日 |
| ×    | ジェイ・マルティネス   | 5分2R終了 判定1-2                    | SuperBrawl 16 【ミドル級トーナメント 決勝】  | 2000年2月8日  |
| ○    | ボブ・オストヴィッチ   | 5分2R終了 判定2-1                    | SuperBrawl 16 【ミドル級トーナメント 1回戦】 | 2000年2月8日  |

### グラップリング
| 勝敗 | 対戦相手           | 試合結果             | 大会名                                | 開催年月日     |
| ×    | クロン・グレイシー | リアネイキドチョーク | ADCC Worlds 2013 【77kg未満級 1回戦】 | 2013年10月19日 |
| ×    | クロン・グレイシー | ポイント0-4          | X-MISSION                             | 2006年11月17日 |

## 獲得タイトル
- ハワイ州ブラジリアン柔術王座（2000年）
- U.S.National大会ブラジリアン柔術王座（2001年）
- カリフォルニア州ブラジリアン柔術王座（2002年）